# Ignacio Herrero Buj
Ignacio Herrero Buj (Fortanete, Teruel, 1808 - Oviedo, 1879) fue un empresario español, fundador de la empresa Herrero y Compañía, antecedente del Banco Herrero.

## Biografía
Ignacio Herrero Buj, nacido en Fortanete, provincia de Teruel, en 1808, se asentó en la localidad de Villafranca del Bierzo en 1834, al casarse con María Antonia Vázquez, hija de un comerciante de telas. Abrió un negocio de paños en el número 20 de la plaza Villafranca junto con el catalán Santiago Capdevila, el más importante comerciante local de paños, además de «prestamista y gran adquiriente de bienes desamortizados en la comarca».
Herrero fundó en 1841 en Villafranca del Bierzo, junto a Antonio Jover y Pradell, comerciante de paños, y su socio, Roque Romeu, ambos nacidos en Copóns, provincia de Barcelona, una sociedad para el comercio de paños y otros géneros. La sociedad, denominada Herrero y Compañía se trasladó en 1848 a Oviedo. Allí, Ignacio Herrero, junto con la familia Jover, amplió los objetivos de la sociedad, que se fue expandiendo hasta la banca comercial. El historiador Gonzalo Anes Álvarez de Castrillón deduce que: 

Cuando en 1866 se reconstituye la firma Herrero y Compañía se sigue diciendo que el objeto de la sociedad es el comercio de géneros y las comisiones, pero las Inversiones crediticias son el 77% del Activo. La casa
de banca no sólo giraba y descontaba sino que también concedía créditos a largo plazo, tanto a particulares como a sociedades.
Gonzalo Anes.

La Ley de Sociedades de Crédito de 1856 preveía que cada capital tuviera un banco, ya que hasta entonces sólo había entidades como tales en Barcelona, Madrid y Cádiz. Sin dejar sus actividades, Ignacio Herrero fue uno de los fundadores del Banco de Oviedo en 1864, junto con Masaveu, que también mantuvo su casa de banca. Para entonces los tres hijos varones del empresario aragonés formaban parte de sus negocios: Aniceto, Antonio y Policarpo (1843), nacidos todos en Villafranca. Como era tradición, ninguna de sus cinco hijas ni los maridos de estas tomaron parte en los negocios. Hacia 1872 Herrero y Compañía se convertiría en Herrero Hermanos. A su muerte, su hijo Policarpo quedará al frente de los negocios familiares.